# Moemi Troll
Moemi Troll (Russisch: Мумий Тролль) is een Russische poprockband. 

## Geschiedenis

### Beginjaren
De groep werd op 16 oktober 1983 opgericht in Vladivostok. De eerste naam was in het Russisch Муми Тролль (Russische benaming van het stripboekpersonage Moem) maar werd later veranderd naar Мумий Тролль (= mummie trol).
De groep was voortgekomen uit een schoolbandje waarin bandleden Ilja Lagoetenko, Kirill Babi, Pavel Babi, Igor Koelkov en Andrej Barbasj in speelden. In eerste instantie speelde de band punk, maar na de toevoeging van Vladimir Loetsenko en Albert Krasnov begint de band rockmuziek te maken. 
Hierna begint de groep met het opnemen van hun eerste album Novaja loena aprelja, wat in 1985 uitkwam. Het liedje met dezelfde titel wordt erg populair in de discotheken in hun woonplaats Vladivostok. 
Van 1987 tot 1989 was de groep inactief omdat leadzanger Ilja Lagoetenko gestationeerd was door de Marine van de Sovjet-Unie in de Pacifische Vloot. Na de terugkomst van Lagoetenko brengt de groep het album Delaj joe joe uit. 
In 1991 besluit Lagoetenko commercieel adviseur te worden en stapt uit de groep. Vijf jaar later beslist hij om weer in de muziek terug te komen. De groep gaat naar Londen om een demo op te nemen voor het album Moskaja. Deze demo werd gestuurd naar verschillende platenmaatschappijen en studio's, maar werd overal geweigerd. De muziek was niet traditioneel en kon niet in een genre worden samengevat. Het klonk niet als popmuziek, maar er zaten te weinig gevoelige thema's in om rockmuziek te zijn.

### Doorbraak
De band kreeg echter wel veel goede reacties vanuit de media over hun muziek. Na een tijdje zag producer Aleksandr Sjoelgin commerciële potentie in de band en maakte een overeenkomst over het uitbrengen van het album. Op 24 april 1997 kwam dit album uit. Het album werd een van de meest verkochte albums die tijd en liedjes zoals Oetekaj, Devotsjka, Kot Kota en Vladivostok 2000 krijgen veel airplay op de radio en werden veel vertoont op muziektelevisiestations. 
Moemi Troll, toen bestaande uit Ilja Lagoetenko, Joeri Tsaler, Evgeni Zvdjonnyj, Oleg Poengin, Olesja Ljasjenko en Denis Transki begon aan een concerttournee in Rusland. 
Later in 1997 bracht de groep nog een album genaamd Ikra uit. Dit album wordt gezien als een van de meest succesvolste albums van de band. Het liedje Delfiny werd een van de grootste hits in Rusland in 1998. Rond de eeuwwisseling bracht Moemi Troll nog twee albums uit. 

### 21ste eeuw
In 2001 vertegenwoordigde Moemi Troll Rusland op het Eurovisiesongfestival 2001 in Kopenhagen. Met het liedje Lady Alpine Blue eindigde de groep op een twaalfde plaats. Hierna gaf de band een concert in verschillende plaatsen in Denemarken en Duitsland. 
Vijf jaar later bracht de band hun zesde album Slijanije i poglosjtsjenije uit. De titel die letterlijk Fusies en overnames betekent omschreef volgens Lagoetenko op een correcte manier de Russische economische situatie. Op de cover van het album was in eerste instantie een plaatje te zien met Lagoetenko voor het Bolsjojtheater met in de achtergrond de hoofden van Poetin en Chodorovski. Net voor de uitgave verandere de platenmaatschappij de cover van het album en werden Poetin en Chodorovski vervangen door een dollar en een hartje. 
In 2007 kreeg de groep van MTV Rusland de prijs Legende van MTV voor hun werk en de invloed op de Russische muziek. 
In april 2012 nam de groep hun eerste album in het Engels op, wat daarna alleen wordt uitgebracht in de Verenigde Staten. 
Eind 2013 werd er bekendgemaakt dat leadzanger Ilja Lagoetenko had beweerd dat de band aan het einde van 2013 nog een laatste concertreeks zou maken en dat de groep daarna uit elkaar zou gaan. Kort daarna ontkende Lagoetenko zei dat er inderdaad een einde zou komen aan de concertenreeksen, want de groep wilde een nieuwe weg in slaan.

## Trivia
- De videoclip van de single Vladivostok 2000 was de eerste clip die vertoond werd op MTV Rusland
- Het album Amba werd op 7 juli 2007 uitgebracht en het album 8 op 8 augustus 2008.

## Discografie
- 1985 - Novaja loena aprelja
- 1990 - Delaj joe joe
- 1997 - Moskaja
- 1997 - Ikra
- 1998 - Sjampora
- 2000 - Totsjno ptoet aloe
- 2002 - Meamoery
- 2004 - Pochititeli knig
- 2005 - Slijanije i poglosjtsjenije
- 2007 - Amba
- 2008 - 8
- 2012 - Vladivostok (Engelstalig)
- 2013 - SOS matrosy
- 2015 - Piratskije kolii
- 2015 - Malibu Alibi (Engelstalig)
- 2018 - Vostok X Severozapad
- 2020 - Prizraki Zavtra
- 2020 - Posle zla

1994: Joeddiph · 
1995: Filipp Kirkorov · 
1997: Alla Poegatsjova · 
2000: Alsou · 
2001: Moemi Troll · 
2002: Premjer Ministr · 
2003: t.A.T.u. · 
2004: Joelia Savitsjeva · 
2005: Natalja Podolskaja · 
2006: Dima Bilan · 
2007: Serebro · 
2008: Dima Bilan · 
2009: Anastasija Prychodko · 
2010: Pjotr Nalitsj · 
2011: Aleksej Vorobjov · 
2012: Boeranovskije Baboesjki · 
2013: Dina Garipova · 
2014: The Tolmachevy Twins · 
2015: Polina Gagarina · 
2016: Sergej Lazarev · 
2018: Joelia Samojlova · 
2019: Sergej Lazarev · 
2021: Manizja